# 宮田製菓
宮田製菓株式会社（みやたせいか）は、岐阜県各務原市鵜沼各務原町に本社を置くドーナツ・キャラメルの製造会社である。主力商品にヤングドーナツなどがある。

## 沿革
- 1950年（昭和25年） - 名古屋市中村区名楽町3丁目において、キャラメルの製造業として個人創業[1]。
- 1953年（昭和28年） - 会社を株式会社化[1]。
- 1969年（昭和44年） - 丹羽郡大口町の大口町菓子産業団地内に工場を移転[1]。
- 1971年（昭和46年） - あんドーナツ製造開始[1]。
- 1973年（昭和48年） - ハニードーナツ製造開始[1]。
- 1975年（昭和50年） - アメリカンドーナツ製造開始。
- 1981年（昭和56年） - キャラメルの製造再開[1]。
- 1987年（昭和62年） - 各務原市土地開発公社より各務原町7丁目工業団地の一画を購入。
- 1988年（昭和63年） - 各務原市に工場一部建設[1]。
- 1989年（平成元年） - ヤングドーナツ発売開始[1]。

## 本社工場
所在地：岐阜県各務原市鵜沼各務原町7-71-6

## 商品

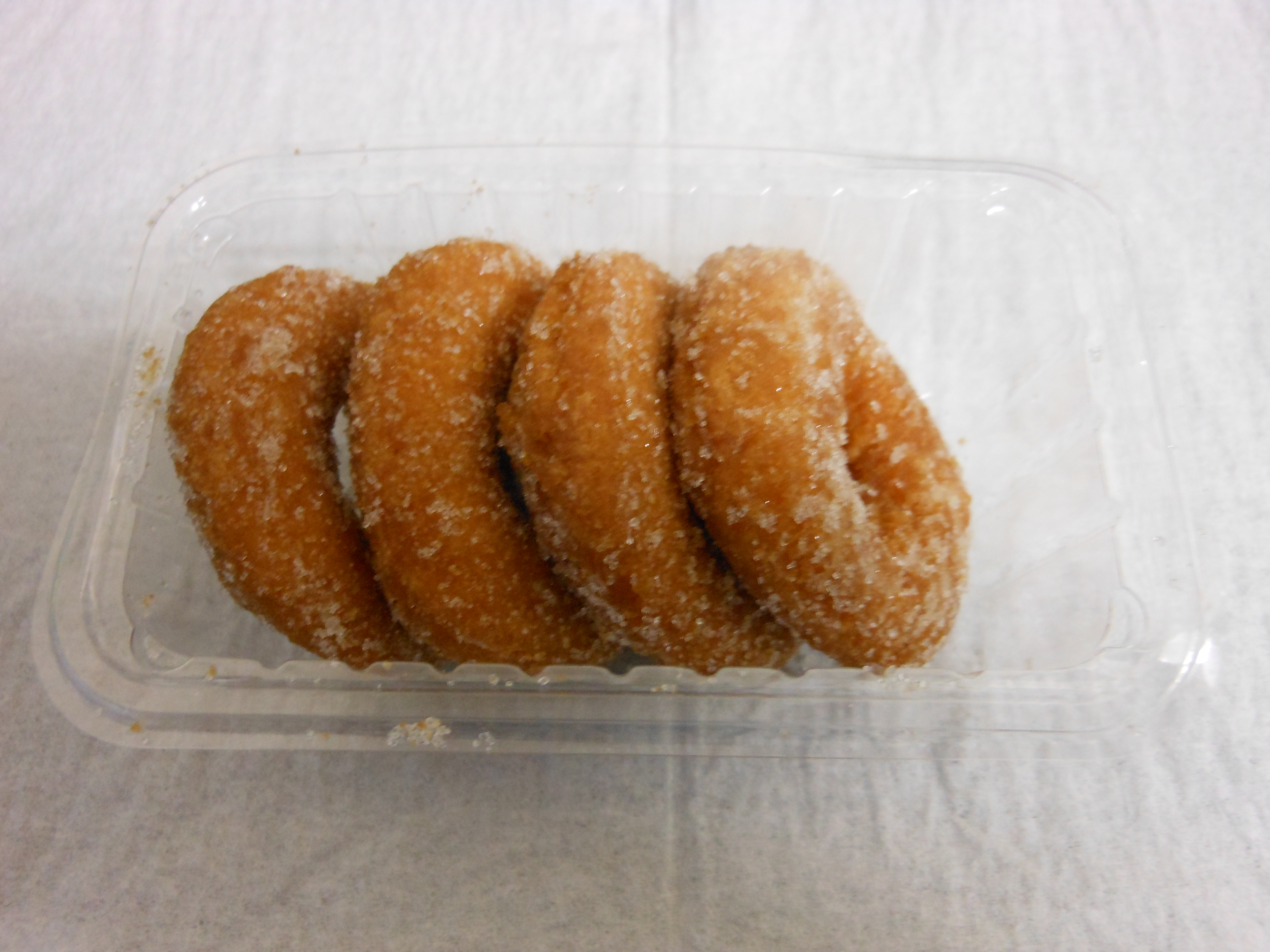
ヤングドーナツ

- ヤングドーナツ[3]
- ミルクキャラメル[4]